# Konstantinos Tsiklitiras
Konstantínos (Kostas) Tsiklitíras (Nieuwgrieks: Κωνσταντίνος (Κώστας) Τσικλητήρας) (Pylos, 30 oktober 1888 - 10 februari 1913) was een Griekse atleet, die gespecialiseerd was in het verspringen uit stand en hoogspringen uit stand. Hij werd olympisch kampioen verspringen uit stand. Hij nam tweemaal deel aan de Olympische Spelen plus de Tussenliggende Olympische Spelen in 1906 en won hierbij vier medailles.

## Biografie

### Begin sportloopbaan
Tsiklitiras werd geboren in Pylos, maar verhuisde naar Athene om handelswetenschappen te studeren. Kort hierna begon hij met sport. Hij deed aan voetbal (voor Panathinaikos) en waterpolo, maar kreeg de grootste bekendheid vanwege zijn olympische medailles in de atletiek.

### Tussenliggende Spelen
In 1906 was Tsiklitiras nog slechts zeventien jaar oud, toen hij deelnam aan de Tussenliggende Olympische Spelen in Athene. Het oorspronkelijke idee achter deze Spelen was om ze elke vier jaar in Athene te organiseren, tussen de internationale Spelen die elke keer ergens anders zouden plaatsvinden. Hoewel de opzet was bedacht door het IOC, zijn deze Spelen in werkelijkheid maar één keer gehouden en heeft het IOC later besloten om de daar veroverde medailles en de gevestigde records niet te erkennen.
Dit neemt niet weg dat de eenmalige editie in 1906 uitermate succesvol verliep. In totaal hadden negentien landen 296 atleten ingeschreven. Een van hen was de Griek, die bij de twee springnummers uit stand met een zesde en een achtste plaats nog niet echt potten kon breken, maar wel zijn ogen de kost gaf en de techniek van de Amerikaan Ray Ewry, winnaar van beide nummers, goed had bestudeerd.

### Eerste olympische medailles
Twee jaar later, bij de Olympische Spelen van Londen in 1908, won hij achter diezelfde Ewry tweemaal zilver op zowel het hoogspringen uit stand als het verspringen uit stand. Hierbij liet Tsiklitiras zich vooral bij het verspringen uit stand van zijn beste kant zien en wist Ray Ewry de Griek pas na een taaie strijd met een verschil van 11 cm te verslaan (3,33 m om 3,22 m).

### Olympisch kampioen
Zijn beste prestatie leverde Kostas Tsiklitiras in 1912 bij de Olympische Spelen van Stockholm. Ray Ewry was inmiddels met de wedstrijdsport gestopt en de Griek greep zijn kans bij het verspringen uit stand: met een beste poging van 3,37 veroverde hij het goud, de Amerikanen Platt Adams (zilver; 3,36) en Ben Adams (brons; 3,28) nipt achter zich latend. Bij het staand hoogspringen namen de twee Amerikanen vijf dagen later echter wraak en moest Tsiklitiras genoegen nemen met het brons.

### Vroeg einde
Naast zijn vier olympische medailles werd Tsiklitiras tussen 1906 en 1913 nog negentienmaal Grieks kampioen. In 1913 meldde hij zich vrijwillig aan bij het front van de Balkanoorlog. Hij vocht mee aan de slag om Bizani. Hij stierf op 24-jarige leeftijd aan hersenvliesontsteking.
In zijn actieve tijd was Tsiklitiras aangesloten bij Panellinios GS in Athene.

## Titels
- Olympisch kampioen verspringen uit stand - 1912

## Palmares

### hoogspringen uit stand
- 1906: 6e Tussenliggende OS - 1,30 m
- 1908:  OS - 1,55 m
- 1912:  OS - 1,55 m

### verspringen uit stand
- 1906: 8e Tussenliggende OS - 2,840 m
- 1908:  OS - 3,235 m
- 1912:  OS - 3,37 m (OR)

## Trivia
- Jaarlijks vindt er in Griekenland een atletiekwedstrijd plaats die zijn naam draagt.
- Een ATR 42 met de registratiecode SX-BIM van de Griekse luchtvaartmaatschappij Olympic Airlines draagt zijn naam Tsiklitiras op de romp.

- Bibliothèque nationale de France: cb16952146n (data)